# Гаркавенко Ольга Олександрівна
Ольга Олександрівна Гаркавенко (* 5 лютого 1973, Руднєве, Сумська область) — голова Новослобідської сільської територіальної громади.

## Біографія
Народилася 5 лютого 1973 року в селі Руднєве Путивльського району Сумської області.
У 1990 році закінчила Путивльську школу № 1.
У 1990—1995 роках навчалася у  Сумському сільськогосподарському інституті.
У 1993—1998 роках працювала ветеринарним лікарем.
З грудня 2001 року обрана секретарем виконкому Князівської сільської ради Путивльського району Сумської області.
З квітня 2002 року по квітень 2006 року обрана секретарем Князівської сільської ради Путивльського району Сумської області.
У 2006—2017 роках була на посаді   сільського голови Князівської сільської ради Путивльського району Сумської області.
25 жовтня 2020 року обрана Новослобідським сільським головою.

## Нагороди
- Орден княгині Ольги III ступеня — за значні заслуги у зміцненні української державності, мужність і самовідданість, виявлені у захисті суверенітету та територіальної цілісності України, вагомий особистий внесок у розвиток різних сфер суспільного життя, відстоювання національних інтересів нашої держави, сумлінне виконання професійного обов'язку[3].